# Hans von Schack (Reichsfeldherr)

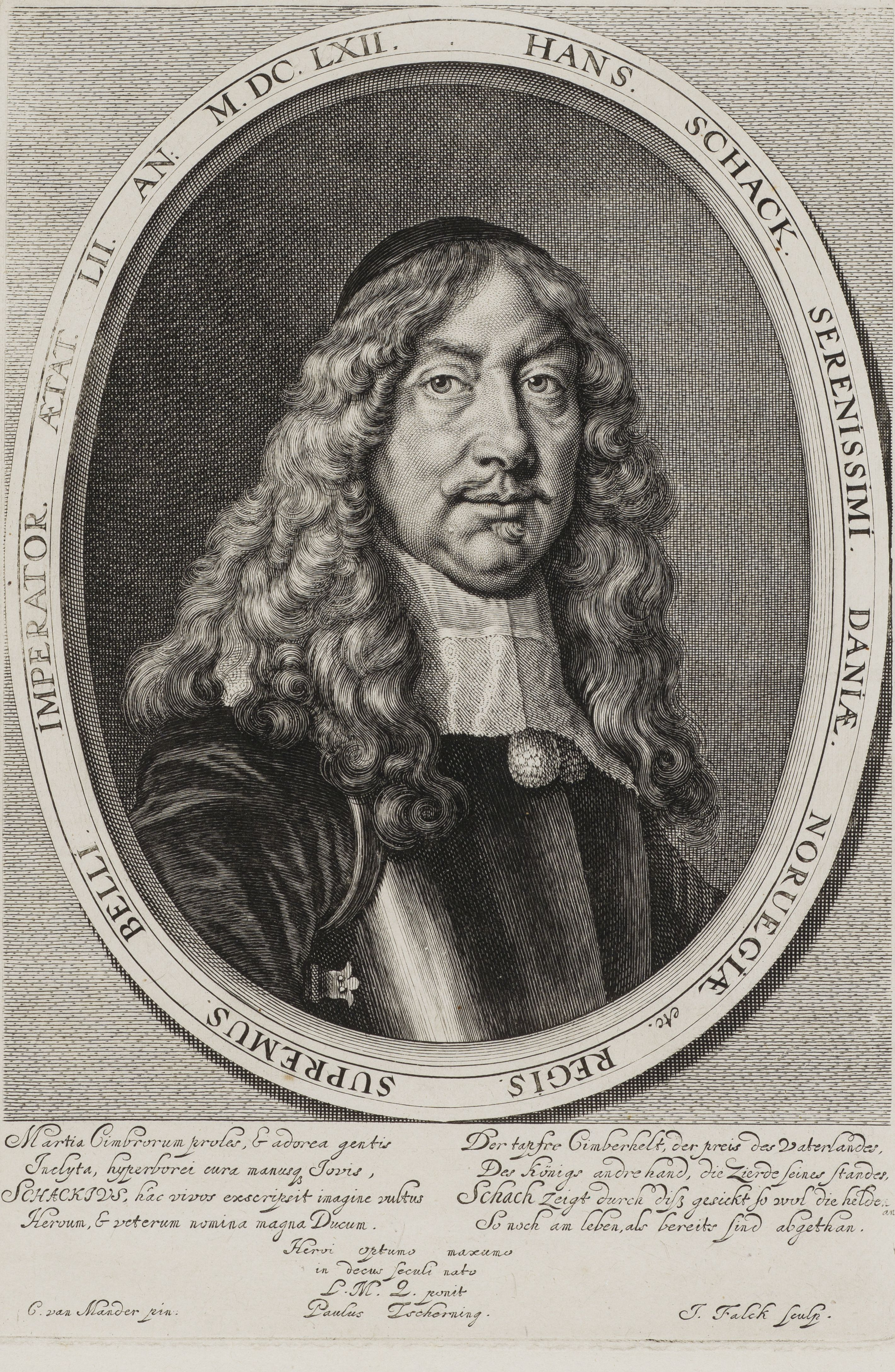
Hans Schack, Kupferstich von Jeremias Falck

Hans von Schack (* 29. Oktober 1609 in Unewatt; † 27. Februar 1676 in Kopenhagen) war ein Schleswiger Graf aus deutschem Adelsgeschlecht und dänischer Reichsrat und Reichsfeldherr.

## Leben

### Herkunft und Jugend
Sein Vater, Christopher von Schack, entstammte dem norddeutschen Adelsgeschlecht derer von Schack. Seine Mutter, Anne von Deden, war von Schleswiger Adel. Bereits als 13-Jähriger wurde Hans von Schack Page beim Amtmann für den Flensburger Regierungsbezirk und trat einige Jahre später während der Kaiserkriege seinen Dienst im Heer Christians IV. an. Die Verbindung zu Dänemark brach jedoch ab, als er 1630 in schwedische Dienste trat.

### Dreißigjähriger Krieg
Als Berufssoldat hatte Hans Schack während des Dreißigjährigen Krieges also bereits in der dänischen und der schwedischen Armee gedient, als er sich 1635 erfolgreich um Aufnahme in die französische Armee bewarb und an zahlreichen ihrer Feldzüge teilnahm. 1648 erhielt er den Auftrag, in Holstein ein Infanterieregiment aufzustellen. Während dieses Aufenthaltes heiratete er Anna Blome im September desselben Jahres. Er kehrte nach Frankreich zurück, wurde zum Generalmajor ernannt und nahm erst 1651 seinen Abschied, vor Auszahlung seines vollen Salärs, was später zu Unstimmigkeiten zwischen ihm und der französischen Regierung führte.

### Rückzug auf die Güter, Festungskommandant in Hamburg
Einige Jahre lebte er auf seinen Gütern Gülzow und Basthorst im Herzogtum Sachsen-Lauenburg und war hier 1654 Oberamtmann. 1656 bot Hamburg ihm die Kommandantur seiner Festungsanlage an; der Kriegserfahrene konnte nicht widerstehen.

### Berufung nach Dänemark
Dänemark sah sich nach dem Dreißigjährigen Krieg vom ungebrochenen Großmachtstreben Schwedens bedroht. In dieser Situation wurde die dänische Regierung auf den Hamburger Festungskommandanten aufmerksam, und im April 1657 wurden Verhandlungen eingeleitet mit dem Zweck, dass Hans von Schack einen herausgehobenen Posten im dänischen Heer übernehmen solle. Er stellte große Anforderungen (unter anderem auf einen dänischen Adelstitel), aber im Januar 1658 kam eine Abmachung zustande, wodurch er außer der adeligen Naturalisierung auch zum Generalleutnant und Obersten des Leibregiments der Königin ernannt wurde und die zwei Lehen Riberhus und Møgeltønderhus bekam.
Der erste Krieg gegen Schweden endete mit dem für Schweden außerordentlich vorteilhaften Frieden von Roskilde so schnell, dass Hans von Schack in ihm keine Rolle spielen konnte. Im folgenden Frieden wurde er, im Juni 1658, nach Kronborg gesandt, um dort die Festung zu begutachten.

### Dänisch-schwedischer Krieg
Zwei Monate danach ging Karl X. Gustav in Korsør an Land, und nun kommt die Zeit, die von Schack so berühmt machte. Er wurde zum Gouverneur des belagerten Kopenhagen ernannt und strukturierte die Verteidigung und den energischen Widerstand. Er nahm an dem Ausfall vom 23. August 1658 teil, war aber überwiegend mit der Organisation innerhalb des Walls von Kopenhagen beschäftigt. Es gab große Probleme, die mit der Zeit schlimmer wurden, als es zu Unstimmigkeiten zwischen den verschiedenen Verantwortlichen und zwischen Militär und Bürgern kam. Beim Sturmangriff der Schweden am 11. Februar 1659 war von Schack der Oberbefehlshabende, und als Belohnung für seinen Anteil am Sieg wurde er unmittelbar danach zum Feldmarschall ernannt.

#### Kampf um Fünen
Seine Aufgaben wurden erweitert, da es nun um die Befreiung des ganzen Landes ging. Es entstand der Plan, er solle einen großen Teil der Kopenhagener Truppeneinheiten nach Kiel führen und in Zusammenarbeit mit jütländischen Einheiten unter Feldmarschall Ernst Albrecht von Eberstein das von den Schweden besetzte Fünen erobern.
Am 1. Oktober stach eine vereinte niederländische und dänische Flotte mit Schack und seinen Truppen in Kopenhagen in See. Zwölf Tage später kamen die Schiffe in Kiel an. Schack und Eberstein begegneten sich ungefähr eine Woche später zur gemeinschaftlichen Beratung in Eckernförde, am 27. Oktober segelten von Schacks Truppen aus Kiel ab. Im Großen Belt versuchte man einen Überraschungsangriff auf Nyborg, aber da dieser missglückte, beschloss man, bei Kerteminde an Land zu gehen. Der Angriff hier, am 31. Oktober, wurde mit großem Können geleitet, und von Schack war selbst an vorderster Front dabei.

#### Sieg bei Nyborg
Sein Heer stand jetzt auf Fünen, und nach einigen Tagen Ruhepause, in denen sich die schwedische Haupteinheit nach Nyborg zurückzog, rückte Schack gen Odense, wo er am 9. November Einzug hielt. Zwei Tage später traf er Ebersteins Heer, das sich über den Kleinen Belt gekämpft hatte. Aber das Verhältnis zwischen von Schack und Eberstein war von tiefer Rivalität geprägt, und sie hatten einander nur notdürftig über ihre jeweiligen Bewegungen unterrichtet. Eine reelle Unstimmigkeit kam zu Tage, als von Schack sich verbarrikadieren, Eberstein hingegen angreifen wollte. Schack beugte sich, und man begann, gen Osten vorzurücken unter stetigen Unstimmigkeiten zwischen den beiden. Diese Unstimmigkeiten kosteten sie aber nicht den Sieg: Am 14. November 1659 begann die Schlacht bei Nyborg, und tags darauf gaben sich die Schweden geschlagen. Der Sieg bei Nyborg gilt als von Schacks größte Tat, obwohl er eigentlich nicht nach seinen eigenen strategischen Überlegungen hatte handeln können.

### Weitere Aufgaben
Die folgende Zeit brachte ihm nur Unannehmlichkeiten. Im Januar 1660 wurde er in die Herzogtümer Schleswig-Holstein gesandt, um von dort aus Bremen anzugreifen, aber der Plan wurde aufgegeben, und der einzige Lohn waren weitere Kontroversen mit Eberstein. Als er im April von Fehmarn nach Seeland segeln wollte, wurde sein Schiff von einem schwedischen Kreuzer aufgebracht, und er geriet in Gefangenschaft. Der Frieden von Kopenhagen brachte jedoch seine Freilassung.
Nach dem Frieden wurde von Schack der faktische Oberbefehlshaber des gesamten dänischen Heeres und Mitglied des Kriegsrats. Dass die Kriegsräte ihn vorgeschlagen hatten, obwohl er nicht als Däne geboren war, war ein markantes Zeichen sowohl für das Wohlwollen des Königs als auch für die Popularität des deutschen Barons. Unmittelbar danach schenkte Kopenhagen ihm sogar 4.000 Reichstaler als Anerkennung seiner Verdienste während der Belagerung.
Inwiefern er in die Pläne Friedrichs III. eingeweiht war, den Absolutismus in Dänemark einzuführen, weiß man nicht, aber er blieb auf jeden Fall dem König ein treuer Diener und hielt das Militär ruhig in den Tagen, als die Änderung durchgeführt wurde.

### Posten und Titel

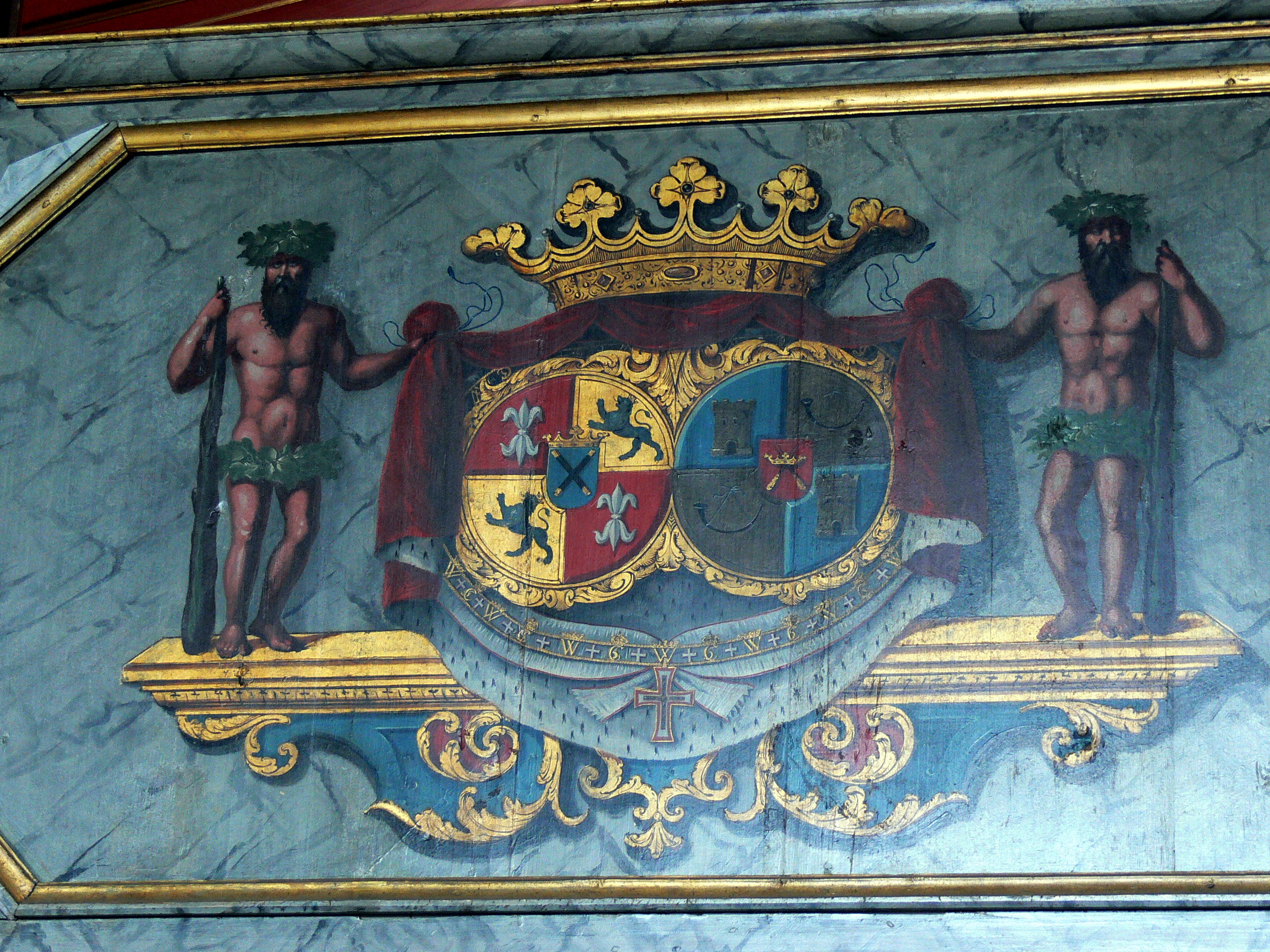
Gräfliches Wappen Hans von Schacks und seiner Ehefrau an der Patronatsloge in der Møgeltønder Kirke

Unter dem neueingeführten Absolutismus wurde er ganz selbstverständlich zu einigen einflussreichen Posten und Titeln berufen:
- Im November 1660 wurde er sowohl zum Reichsfeldherrn ernannt als auch zum Präsidenten des Kriegskollegiums und Mitglied des Staatskollegiums.
- Er bekam einen neuen Lehensbrief für Riberhus und Møgeltønder Lehen.
- Im Januar 1661 wurde er außerdem Hauptmann im Bistum Ribe. Diese Ämter hielt er bis 1674, als er von seinem Sohn, Otto Diderik Schack, abgelöst wurde.
- Im Oktober 1663 wurde er Ritter des Elefantenordens.
- 1670 wurde er Mitglied des Geheimkonsiliums.
- Am 25. Mai 1671 wurde er zum Grafen ernannt.
- Im Oktober desselben Jahres wurde er Ritter des neuen Dannebrogordens.

### Bau von Schloss Schackenborg

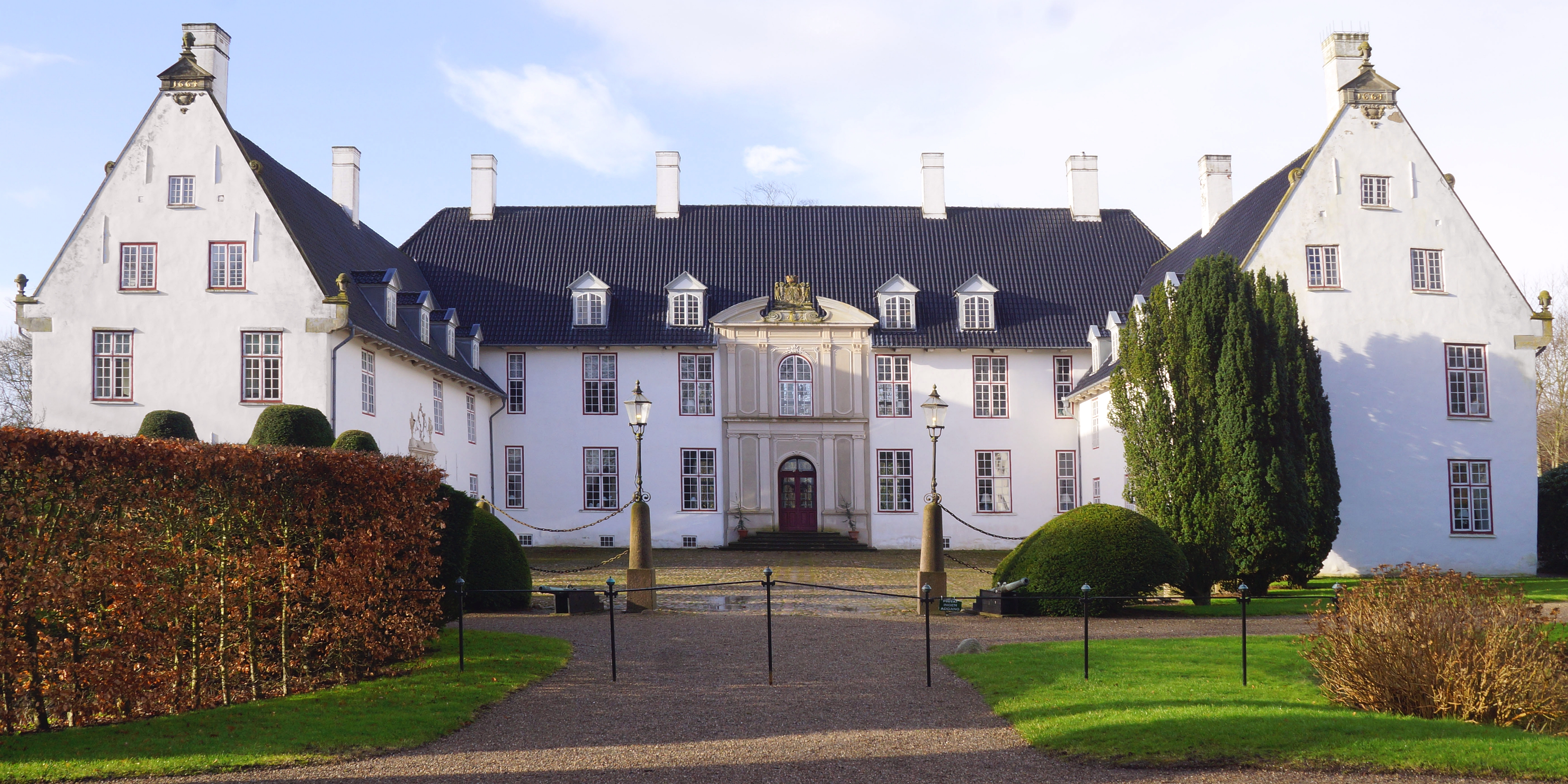
Schloss Schackenborg von der Parkseite (2023)

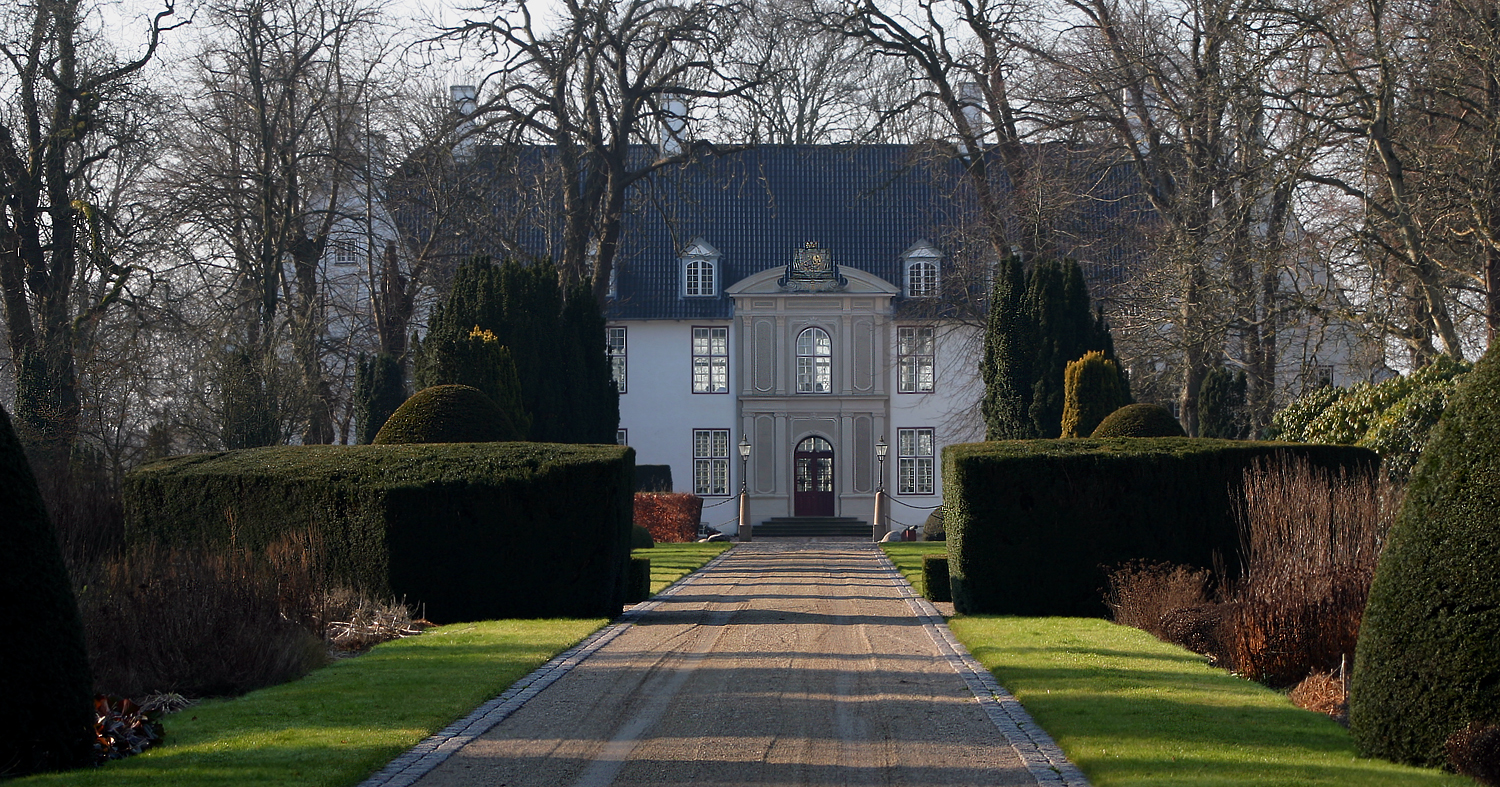
Schackenborg (2006)

Schack war in der Zwischenzeit ein großer Gutsbesitzer in Dänemark geworden. Møgeltønderhus, das er bis dahin als Lehen gehabt hatte, kaufte er 1661 dem dänischen König ab. Er ließ das großenteils baufällige Gebäude abreißen und errichtete ein Barockschloss, das er selbstbewusst Schloss Schackenborg nannte – einen Dreiflügelbau mit symmetrisch angelegtem Garten, in dem die Dynastie Schack bis 1978 residierte. Mit Schloss Gram erwarb Schack 1664 einen weiteren Adelssitz im südlichen Dänemark.

### Krankheit und Tod

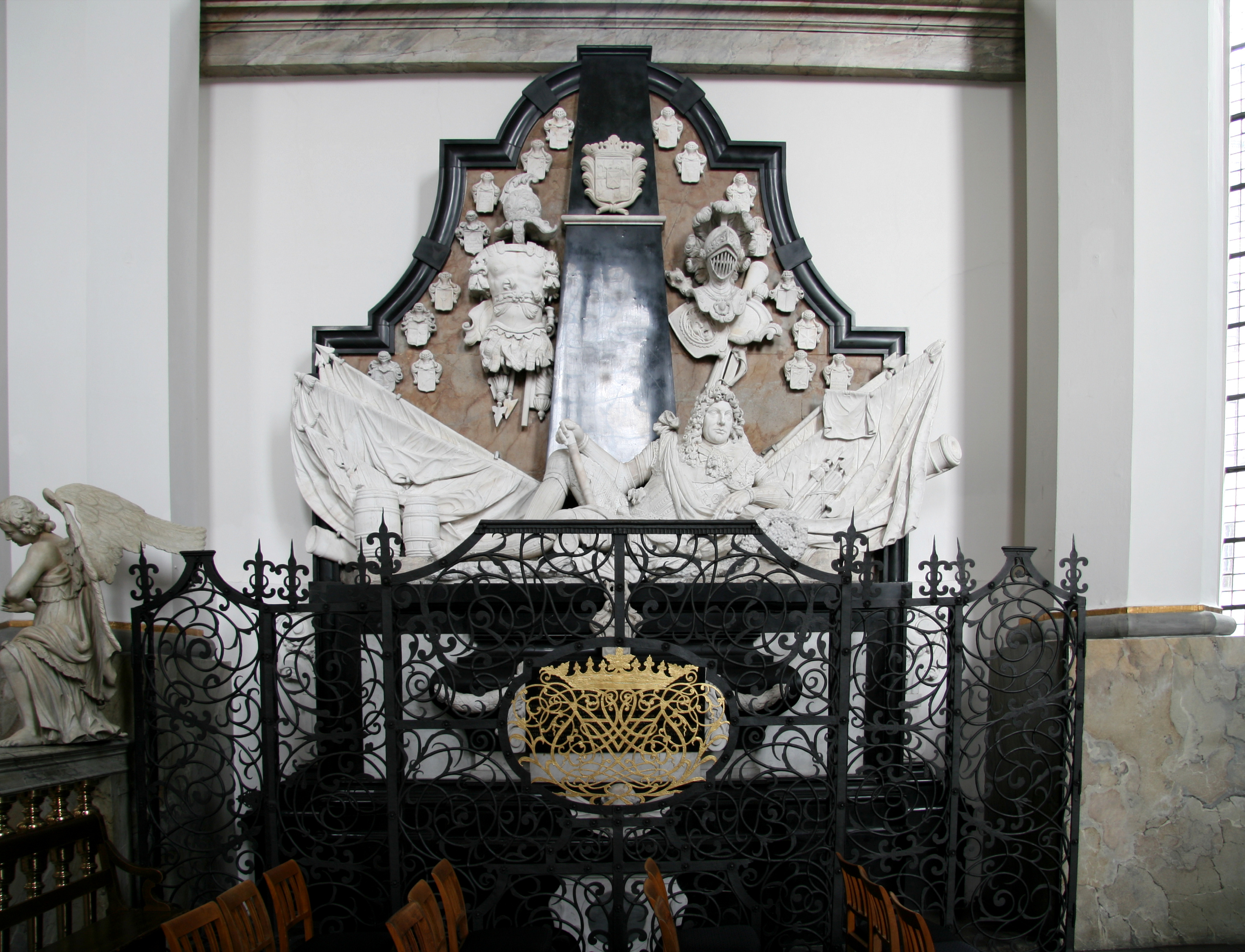
Epitaph

Seit Anfang der 1660er Jahre war Schack oft krank gewesen, und seine Schwäche nahm immer mehr zu, bis er 1676 starb. Er wurde unter großer Prachtentfaltung in der Gruft unter der Trinitatis Kirke in Kopenhagen beigesetzt. Sein barockes Grabmal (1687) von dem flämischen Bildhauer Artus Quellinus II., aufgestellt von dessen Sohn Thomas Quellinus, wurde beim Brand von Kopenhagen (1728) beschädigt und vereinfacht wieder aufgebaut.